# Gas d'aigua
El gas d'aigua és un gas de síntesi, que conté monòxid de carboni i hidrogen. És el producte del mètode industrial més utilitzat per obtenir hidrogen gasós. És un producte útil, encara que cal tenir molta cura amb ell, per raó del risc d'enverinament per monòxid de carboni. El gas s'obté fent passar vapor d'aigua a través de carbó roent, com ara carbó de coc.
La reacció química és la següent:
L'entalpia és més gran que zero, per tant és una reacció endotèrmica. Es necessita 600 °C per poder dur a terme la reacció. Al seu torn, el gas d'aigua pot resultar verinós perquè és una barreja de CO (monòxid de carboni) i hidrogen.